# Promachus formosanus
Promachus formosanus är en tvåvingeart som beskrevs av Matsumura 1916. Promachus formosanus ingår i släktet Promachus och familjen rovflugor.
Artens utbredningsområde är Taiwan. Inga underarter finns listade i Catalogue of Life.